# B43 (核爆弾)
B43は、アメリカ合衆国が開発・運用していた核爆弾。アメリカ空軍および海軍の爆撃機や戦闘爆撃機など、幅広い機種に搭載可能であった。
B43はロスアラモス国立研究所で開発された。1961年より生産が開始され、1965年までに1,000発が生産された。
サブタイプによって大きさに相違があり、直径は45cm、全長は3.81mから4.15m、重量は935kgから960kg。核出力は可変であり、70ktから1Mtである。フルヒューズオプションであり、着発、レイダウン投下、空中爆発の選択が可能である。減速用パラシュートも有している。
1972年から段階的に退役が進められ、1980年代には保管状態となった。完全退役したのは1991年のことである。
1965年に1発が事故で紛失しているが、これは日本の南方海上を航行中の空母タイコンデロガ上よりB43を搭載したA-4攻撃機が海上に転落したものである。